# Sete Dias até o Rio Reno
Sete Dias até o Rio Reno (em russo:  «Семь дней до реки Рейн», Sem'dney do reki Reyn) foi um exercício de simulação militar ultrassecreto desenvolvido pelo menos desde 1964 pelo Pacto de Varsóvia. Retratava a visão do Bloco Soviético de uma guerra nuclear de sete dias entre as forças da OTAN e do Pacto de Varsóvia.   

## Desclassificação
Este possível cenário da Terceira Guerra Mundial foi divulgado pelo Ministro da Defesa polaco, Radosław Sikorski, após as vitórias do Partido Lei e Justiça nas eleições polacas de 2005, juntamente com milhares de documentos do Pacto de Varsóvia, a fim de "traçar uma linha sob (o verbo polaco original" odciąć" também poderia ser traduzido como "fazer uma ruptura com") o passado comunista do país" e "educar o público polonês sobre o antigo regime".    Sikorski afirmou que os documentos associados ao antigo regime seriam desclassificados e publicados através do Instituto de Memória Nacional no próximo ano.  
Os arquivos divulgados incluíam documentos sobre a "Operação Danúbio", a invasão da Tchecoslováquia pelo Pacto de Varsóvia em 1968 em resposta à Primavera de Praga.   Incluíam também ficheiros sobre os protestos polacos de 1970 e sobre a era da lei marcial na década de 1980.   
A República Tcheca  e a Hungria  desclassificaram documentos relacionados na década de 1990. O governo polaco desclassificou algum material neste período.  

## Esboço da batalha
O cenário para a guerra era a OTAN lançar um ataque nuclear contra cidades polacas e tchecoslovacas na área do vale do rio Vístula num cenário de primeiro ataque, o que impediria os comandantes do Pacto de Varsóvia de enviar reforços para a Alemanha Oriental para evitar uma possível invasão da OTAN naquele país.    O plano previa que cerca de dois milhões de civis polacos morreriam numa tal guerra e que a força operacional polaca seria completamente destruída.   
Um contra-ataque nuclear soviético seria lançado contra a Alemanha Ocidental, Bélgica, Países Baixos, Dinamarca e o Nordeste da Itália.  

## Resposta nuclear
Os mapas associados ao plano divulgado mostram ataques nucleares em muitos estados da OTAN, mas excluem tanto a França como o Reino Unido. Existem várias possibilidades para esta falta de ataques, sendo a mais provável que tanto a França como o Reino Unido sejam Estados com armas nucleares e, como tal, detenham arsenais nucleares que poderiam ser utilizados em retaliação a ataques nucleares contra as suas nações.    
A Força de dissuasão francesa empregou uma estratégia nuclear conhecida como dissuasion du faible au fort (dissuasão fraca a forte); esta é considerada uma estratégia de "contra-valor", o que implica que um ataque nuclear à França seria respondido com um ataque às cidades do bloco soviético.  
The Guardian, no entanto, especula que "a França teria escapado ao ataque, possivelmente porque não é membro da estrutura integrada da OTAN. A Grã-Bretanha, que sempre esteve no coração da NATO, também teria sido poupada, sugerindo que Moscovo queria parar em o Reno para evitar sobrecarregar as suas forças."  
Em 1966, o Presidente Charles de Gaulle retirou a França da estrutura integrada de comando militar da OTAN. Em termos práticos, embora a França tenha permanecido membro da OTAN e participado plenamente nas instâncias políticas da Organização, já não estava representada em certos comités como o Grupo de Planeamento Nuclear e o Comité de Planeamento de Defesa. As forças estrangeiras foram retiradas do território francês e as forças francesas retiradas temporariamente dos comandos da OTAN.  O 1.º Exército Francês, com quartel-general em Estrasburgo, na fronteira franco-alemã, era o principal quartel-general de campo controlando as operações de apoio à OTAN na Alemanha Ocidental, bem como defendendo a França. Embora a França não fizesse oficialmente parte da estrutura de comando da OTAN, havia um entendimento, formalizado por exercícios conjuntos regulares na Alemanha Ocidental, de que a França iria ajudar a OTAN, caso o Pacto de Varsóvia atacasse. Para o efeito, o Quartel-General e duas divisões do II (Fr) Corpo de exército ficaram permanentemente estacionados na Alemanha Ocidental, com a missão durante a guerra de apoiar o Grupo do Exército Central da OTAN liderado pelos EUA (CENTAG). 
Existem muitos alvos de alto valor na Grã-Bretanha (como RAF Fylingdales, RAF Mildenhall e RAF Lakenheath) que teriam então de ser atingidos de maneira convencional neste plano, embora um ataque nuclear fosse muito mais eficaz (e, como o mostram, uma opção preferível para a liderança soviética, como demonstrado pelos seus ataques na Europa Ocidental). O plano também indica que os caças-bombardeiros daUSAF, principalmente o F-111 Aardvark de longo alcance, seriam empregados em ataques nucleares, e que seriam lançados a partir dessas bases britânicas.  
Os soviéticos planejaram usar cerca de 7,5 megatons de armamento atômico durante esse conflito. 

### Alvos conhecidos
A capital austríaca, Viena, seria atingida por duas bombas de 500 quilotons.  Na Itália, Vicenza, Verona, Pádua e diversas bases militares seriam atingidas por bombas únicas de 500 quilotons.  O Exército Popular Húngaro deveria capturar Viena. 
Estugarda, Munique e Nuremberga, na Alemanha Ocidental, seriam destruídas por armas nucleares e depois capturadas pelos tchecoslovacos e húngaros. 
Na Dinamarca, os primeiros alvos nucleares foram Roskilde e Esbjerg. Roskilde, embora não tenha significado militar, é a segunda maior cidade da Zelândia e está localizada perto da capital dinamarquesa, Copenhaga (a distância do centro de Copenhaga a Roskilde é de apenas 35km). Também seria alvo, pelo seu significado cultural e histórico, de quebrar o moral da população e do exército dinamarquês. Esbjerg, a quinta maior cidade do país, seria alvo do seu grande porto, capaz de facilitar a entrega de grandes reforços da OTAN. Se houvesse resistência dinamarquesa após os dois ataques iniciais, outros alvos seriam bombardeados. 

## Planos adicionais
A União Soviética planeava chegar a Lyon no nono dia e avançar para uma posição final nos Pirenéus.  A Tchecoslováquia considerou-a demasiado optimista na altura, e alguns planeadores ocidentais atuais acreditam que tal objectivo era irrealista ou mesmo inatingível. 

## Na cultura popular
Em Jack Ryan, os Sete Dias ao Rio Reno é destaque na terceira temporada.  No filme da franquia 007, Octopussy, o general soviético Orlov informa o Comitê Central sobre um cenário alterado "levando à vitória total em 5 dias contra qualquer cenário de defesa possível". 